# Visvliet
Visvliet is een zijl- en dijkdorp in de gemeente Westerkwartier in de Nederlandse provincie Groningen. Het dorp telt 270 inwoners (1 januari 2023).

## Toponymie
De naam Visvliet (1476: Visvleeth) was oorspronkelijk verbonden aan een voorwerk van het klooster Jeruzalem te Gerkesklooster. Hij duidt op stromend water (vliet) dat veel vis bevatte. Daarmee werd kennelijk het afwateringskanaal bedoeld, dat bij Visvliet in de Lauwers uitmondde. Vergelijkbaar daarmee is de naam van het Vismaar bij Garrelsweer. In 1479 kwam ook de naam Fliethuzum voor. De spellingwijze was erg verschillend. De huidige vorm is pas sinds de 18e eeuw gangbaar.

## Geschiedenis

### Lauwers als grens
Visvliet ligt aan de Groningse kant van de rivier de Lauwers. Aan de oostzijde van het dorp loopt het Visvlieterdiep (vroeger: Besheersdiep). De Lauwers staat sinds de Slag aan de Boorne in 734 (toen Karel Martel de Friezen versloeg) bekend als een grensrivier; eerst tussen het Frankische rijk en de Friese gebieden die later door de Franken veroverd waren, daarna als de grens tussen Westerlauwers en Oosterlauwers Friesland. Sinds het begin van de 15e eeuw gold de rivier als grens tussen Groningen en Friesland. De heerlijke rechten waren van 1578 tot 1637 in handen van de Staten van Friesland.

### Voorwerk, kerk en kerspel
Het stichtingsjaartal van het dorp Visvliet is onbekend. Waarschijnlijk werd het dorp ergens in de 14e of begin 15e eeuw gesticht als voorwerk (uithof) door monniken vanuit het klooster Jeruzalem van Gerkesklooster. Over de begingeschiedenis is weinig met zekerheid te zeggen.
In 1427 werd de huidige kerk van Visvliet gebouwd (maeckt) in het dorp. Vroeger werd gedacht dat deze kerk een voorganger heeft gehad, maar tegenwoordig denkt men dat de aan Gangulfus gewijde kerk waarover wordt gesproken in een oorkonde niet slaat op Visvliet maar op een verdwenen dorp in de IJzermieden. Rond de kerk van Visvliet werd een kerspel ingesteld, waartoe ook het iets later gestichte Pieterzijl behoorde en dat eigendom was van het klooster Jeruzalem. De polder De Nie ten noorden van Visvliet werd echter onderdeel van het kerspel Lutjegast, een situatie die tot 1884 in stand bleef. Mogelijk is er dus een overeenkomst geweest tussen Lutjegast (die ook het recht van opstrek had in het gebied) en het klooster over de verdeling van de goederen. Doordat het klooster de heerlijke rechten over het kerspel Visvliet kreeg, waren er alleen pachters en geen eigengeërfden, zodat zich in Visvliet geen jonkers ontwikkelden en dus ook geen borgen werden gebouwd. 

### Zijlen en Visvlieterdiep
In de 14e of 15e eeuw werden bij Visvliet twee zijlen (sluizen) gelegd: De ene lag de Lauwers bij het voorwerk Bartoleshus, dat volgens recent onderzoek moet hebben gelegen bij de Gerkesbrug over de Lauwers. Het voorwerk Bartoleshus of het Olde voerwerck wordt in 1426 voor het eerst genoemd. 
Een tweede latere zijl (voor het eerst genoemd in 1508) verrees aan oostzijde in het Visvlieterdiep en kreeg eveneens een brug. De zijlen (men vermoedt dat de tweede zijl begin 15e eeuw ook al bestond) werden overbodig door de aanleg van de Pieterzijl rond 1440. De zijl bij Bartoleshus werd gesloopt, maar de sluis in het Visvlieterdiep bleef nog lang bestaan. Over het onderhoud van de zijl, die was gelegen op de grens van de gebieden van het Gerkesklooster en Lutjegast, bestaan een aantal documenten. In 1512 werd Lutjegast verantwoordelijk gesteld voor het onderhoud. In 1528 brak de zijl door en werd hersteld door inwoners van Hilmahuis. Mogelijk werd de zijl gesloopt bij de verlenging van het Hoendiep tussen 1654 en 1657, waardoor Lutjegast het Visvlieterdiep niet meer zo nodig had voor haar afwatering. In 1672 werd, mogelijk in verband met inundaties voor Bommen Berend, verzocht om een schutsluis (verlaat) op de plek van de zijl te leggen, maar dit is niet doorgegaan. Lutjegast heeft verschillende malen gepoogd om de kosten voor het Visvlieterdiep niet alleen te hoeven betalen, waarvan onder andere uit 1558 een document resteert en waaruit waarschijnlijk de oude naam van het diep is ontstaan; tussen 1755 en 1790 poogde Lutjegast nogmaals tevergeefs om niet volledig voor het beheer te hoeven betalen. Het beer werd 'besheer' (tot nu toe) door haar uitgevoerd en zij wilde dat dit veranderde. Waarschijnlijk is dit 'besheer' later voor een eigennaam aangezien, waardoor het diep lange tijd Besheersdiep werd genoemd. Na de aanleg van de nieuwe rijksweg Friesestraatweg in 1842 werd de brug over het Visvlieterdiep in 1858 verwijderd. Daarna verzandde het diep door slecht onderhoud steeds verder, zodat het begin 20e eeuw onbevaarbaar was geworden. Omdat de scheepvaart hier ernstige hinder van ondervond werd in 1911 het waterschap Besheersdiep opgericht dat het Visvlieterdiep weer bevaarbaar maakte, waarop het in 1915 weer werd opgeheven. Het onderhoud was sindsdien in handen van de gemeenten Grijpskerk (later Zuidhorn) en Grootegast.

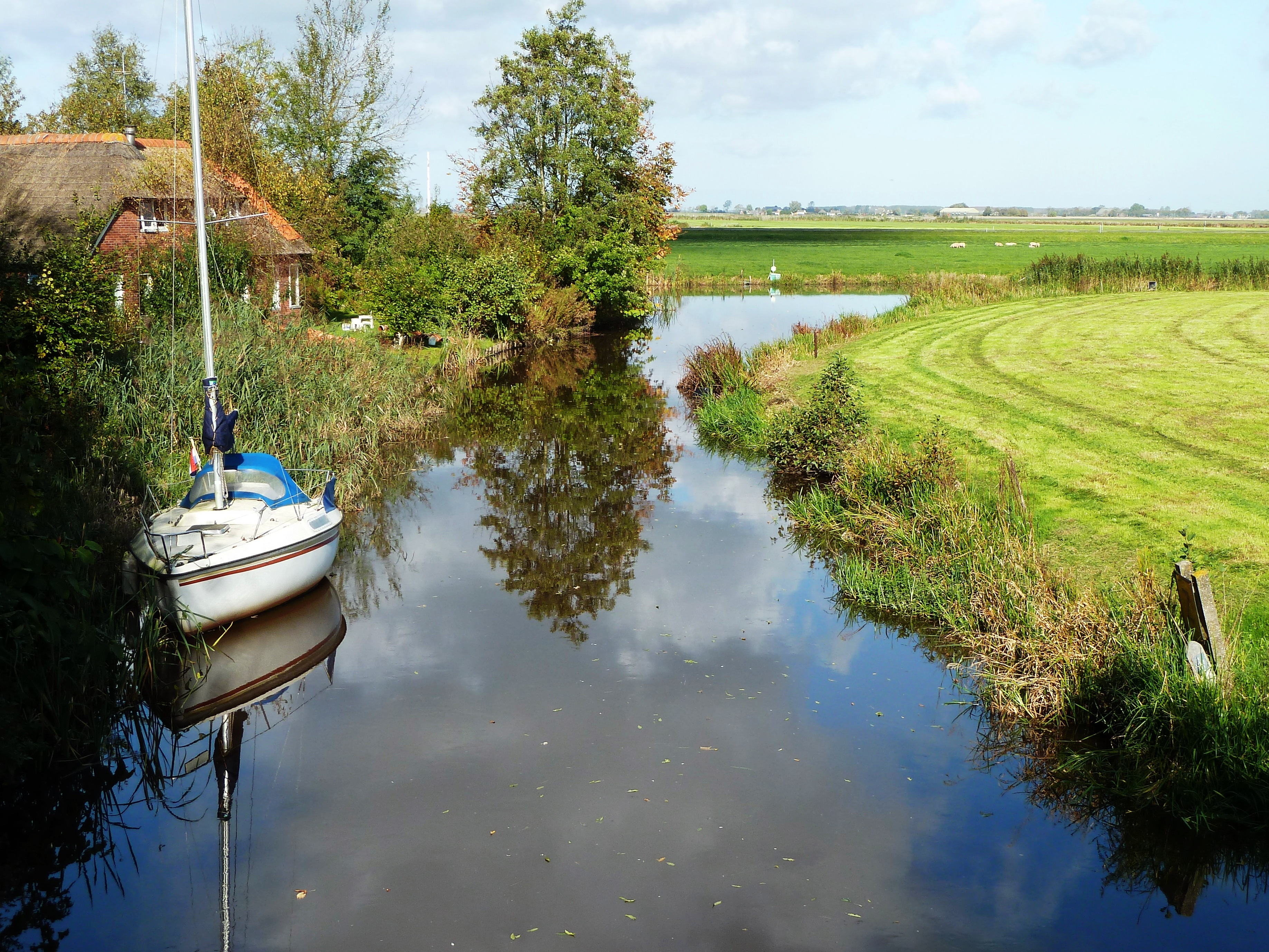
Visvlieterdiep bij Visvliet bij de instroom in de Lauwers (noorden)
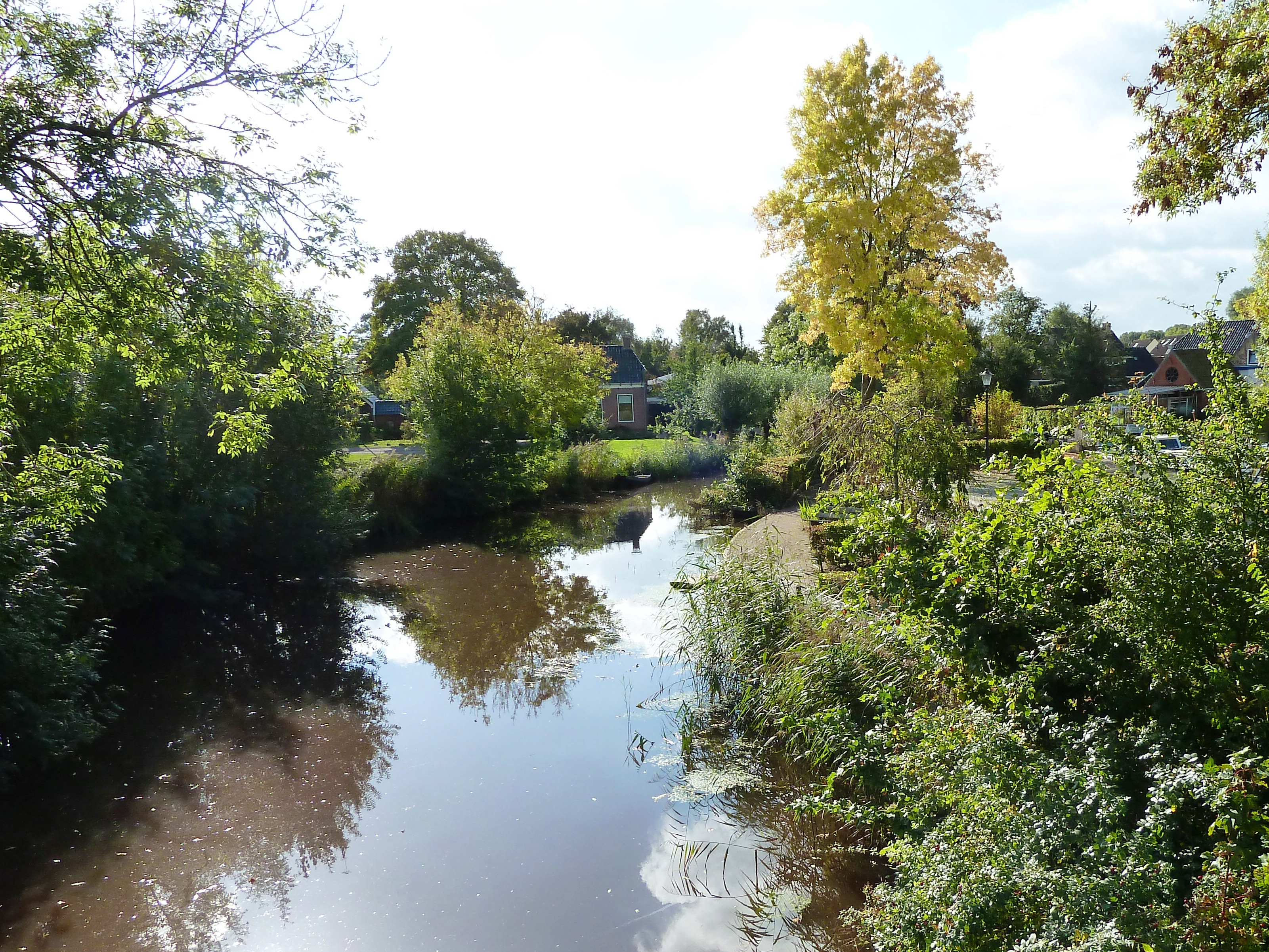
Visvlieterdiep gezien naar het zuiden
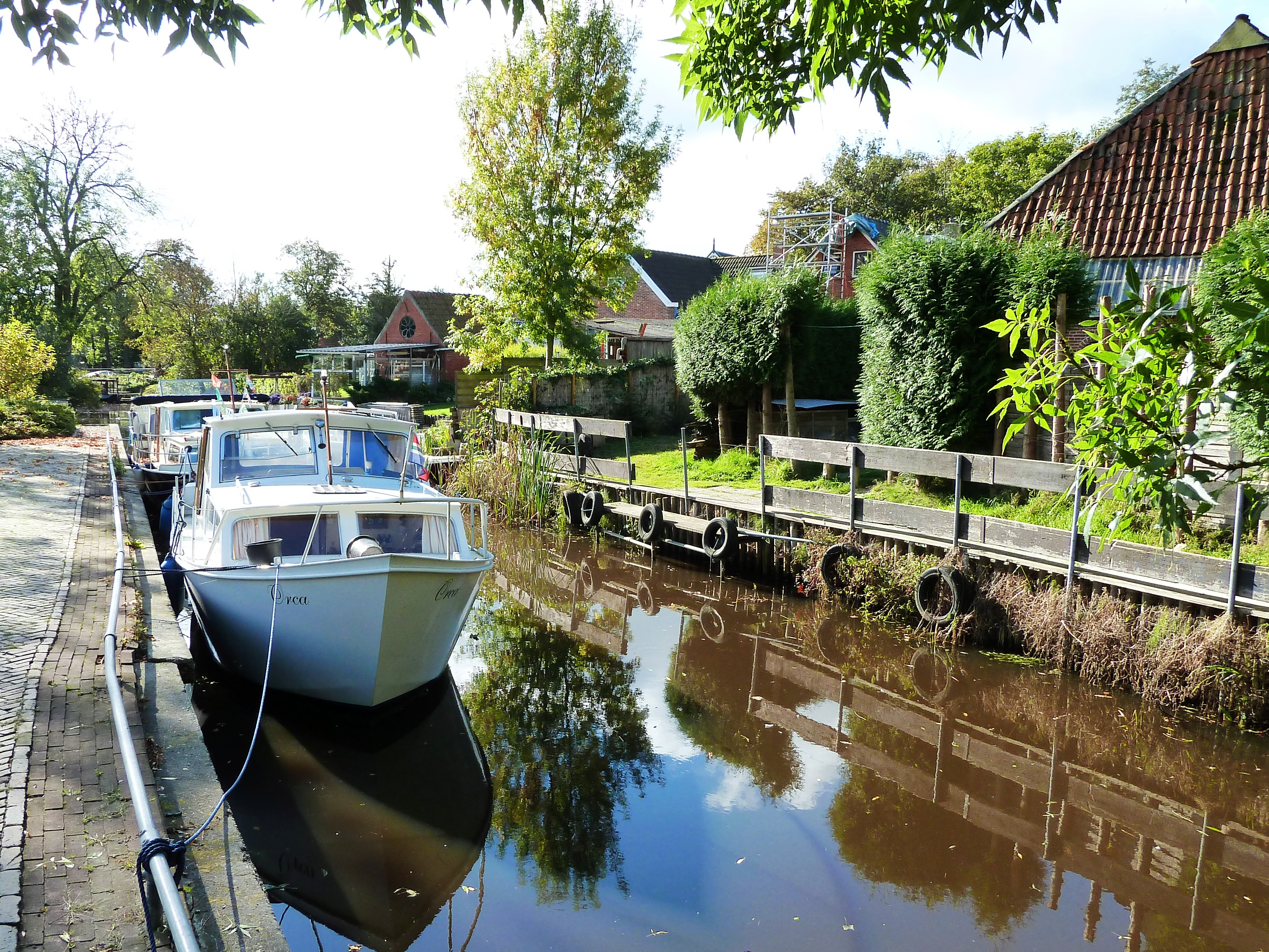
Haventje dat werd aangelegd bij het uitgegraven van het Visvlieterdiep tussen 1911 en 1915

### Gerkesbrug
Bij Visvliet lag vanouds de Gerkesbrug over de Lauwers. De brug vormde de belangrijkste verbinding tussen Groningen en Friesland en wordt al genoemd omstreeks 1420.
In kronieken en officiële documenten wordt de provincie Friesland wel omschreven als "dat Vrieslandt van der Zueder Zee aff tot an Gherkesbrugghe", terwijl Groningen werd gekenschetst als "Vrieslant tusschen dye Eemse ende Lauwerts ofte Gercksbrugge liggende".
De brug lag bij het voorwerk en de sluis van Bartoleshus. Vermoedelijk werd hij in opdracht van het klooster onderhouden. De brug leidde niet direct naar het klooster. Om dat te bereiken moest men vermoedelijk een flinke omweg maken. Later ontstond een kortere verbinding bij de Schalkendam.
Sinds het begin van de 18e eeuw (of al eerder) lag bij de brug een drukke herberg, die "Het Wapen van Friesland' of in de volksmond de 'Friesche Herberg' heette. Hij viel onder de Burum. De brug werd daarom tot 1940 meestal de 'Friesche brug' genoemd. In 1842 werd hier de nieuwe provinciale weg tussen Leeuwarden en Groningen aangelegd, waarna de houten brug in 1885 werd vernieuwd. De brug heeft nog steeds zijn oude naam. Er waren overigens meer bruggen met deze naam, onder andere te Leeuwarden en Westergeest. De herberg is nog altijd voorhanden.

### Schieringers en Vetkopers
De streek rond Visvliet heeft in de 15e en 16e eeuw zwaar geleden, eerst onder de strijd tussen de Schieringers en Vetkopers, daarna in de Saksische Oorlog. Hierover schreef met name kroniekschrijvers Johan van Lemego en Sicke Benninge. 
In 1498 trok Nittert Fox met 4000 man over de Gerkesbrug de Ommelanden binnen en trok al plunderend en brandstichtend op naar het Klooster van Aduard. Tijdens zijn tocht kwamen de Friezen in opstand tegen hem en richtten een schans op bij de Bomsterzijl bij Niezijl, alwaar ze echter in 1499 werden verdreven door hertog Albrecht van Saksen samen met graaf Edzard I van Oost-Friesland, die daarna hun troepen legerden te Visvliet en Galilea. In 1514 werden de Saksische troepen uit Aduard verdreven en hielden zich daarop een tijdlang op in Langewold, alwaar ze onder andere de bevolking van Visvliet teisterden. In 1515 sloot Groningen een verbond met de Geldersen en droegen de Saksen Friesland over aan keizer Karel V, waarop de strijd zich tussen hen voortzette. In 1516 leden de Geldersen een nederlaag bij Dokkum en vluchtten terug naar Groningen, waarbij ze de Gerkesbrug onderweg vernielden. Het jaar erop trokken afgedankte Oost-Friese soldaten al plunderend door het Westerkwartier, om bij Gerkesbrug af te buigen naar het zuiden. In 1522 trok een vendel van 300 Bourgondiërs over de Gerkesbrug naar de Ommelanden, om deze opnieuw te plunderen en brand te stichten. De bevolking vluchtte daarbij een naar de stad Groningen. Nadat de Bourgondiërs waren teruggekeerd naar Friesland, kwamen Gelderse troepen naar Visvliet om hen aan te vallen, maar tot een slag kwam het niet. Wel bleven ze achter en plunderden een tijdlang de omgeving vanuit hun uitvalsbasis Visvliet. Ze legden de bevolking een schatting op om hun achterstallige soldij toch te krijgen, alvorens ze na een paar dagen terugkeerden naar Groningen. De Bourgondiërs eisten daarop dat de Ommelanders ontrouw zouden zijn aan de Gelderse hertog op straffe van brandstichting. Daartoe stuurden ze onder andere een man uit Visvliet als bode naar de in Zuidhorn gelegerde Geldersen, die hem echter ophingen bij Aduard, waarna ze naar Gerkesklooster trokken. Of deze ellendige situatie voor de bevolking nog langer voortduurde is onbekend, daar Benninghe in zijn kroniek geen aandacht meer besteedt aan Groningen na 1523. Mogelijk hebben er dus nog meer plundertochten plaatsgevonden. In 1536 werd door Groningen de heerschappij van keizer Karel V aangenomen, waarmee de situatie normaliseerde.

### Latere geschiedenis

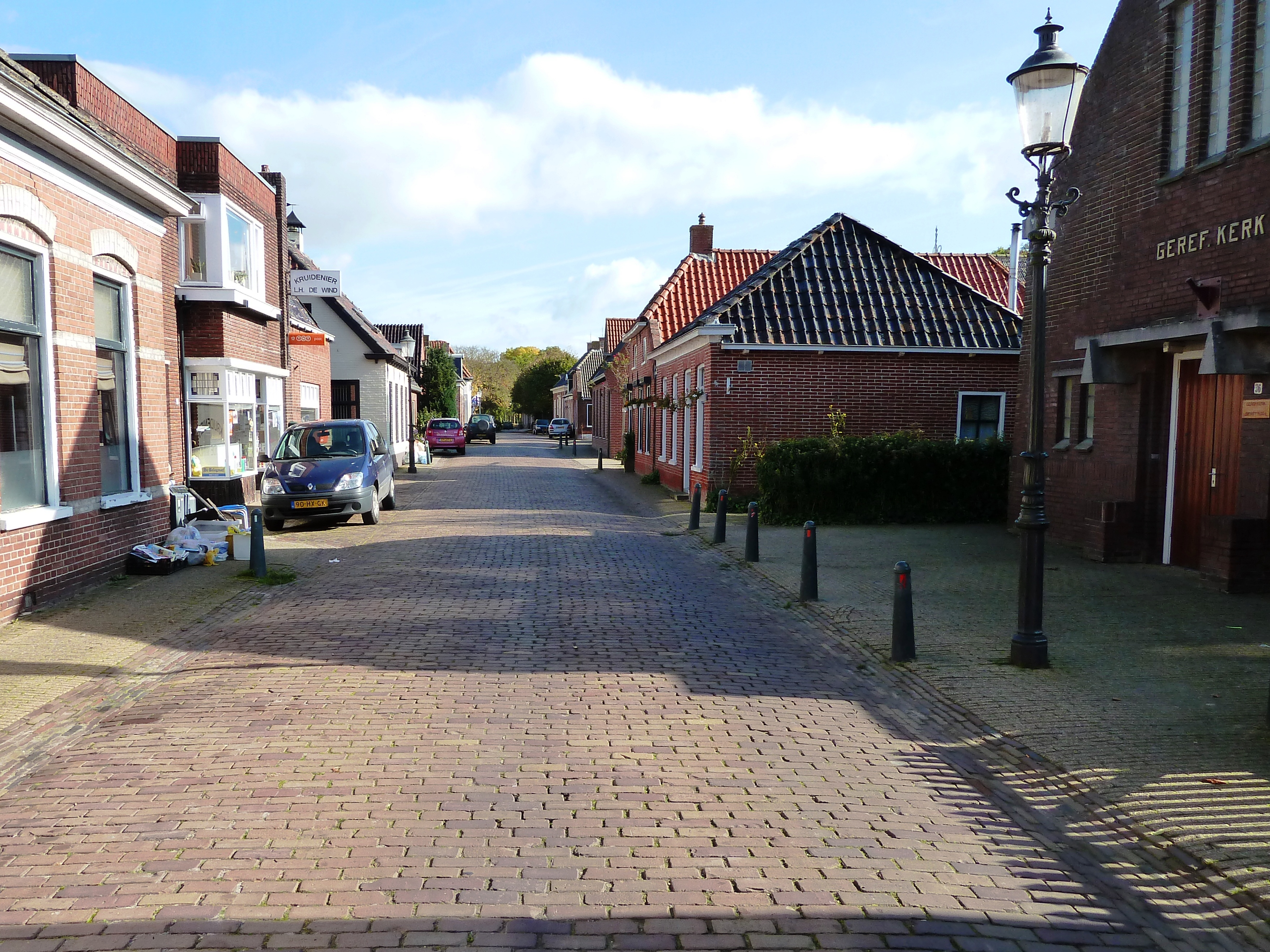
Heirweg met rechts de gereformeerde kerk en links het uithangbord van kruidenier Lammert Halbe de Wind, de laatste winkelier van Visvliet.

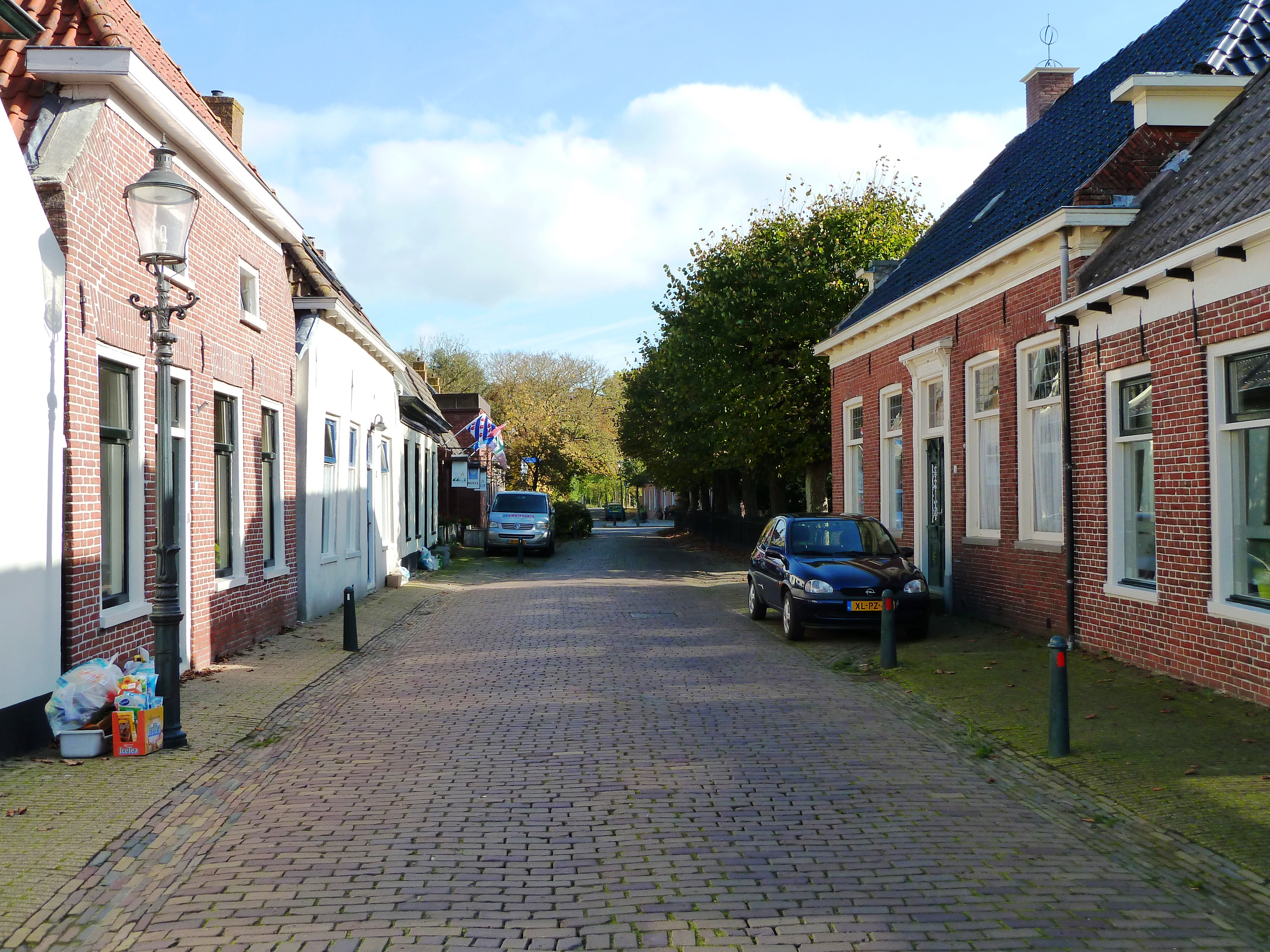
Heirweg met linksachter hotel De Auberge en rechtsachter de bosschages rond de hervormde kerk.

In 1578 werd de heerlijkheid Visvliet (met Pieterzijl) met de opheffing van het klooster Jeruzalem formeel eigendom van de Staten van Friesland. In 1581 werden de Spanjaarden na de Slag bij Visvliet (ook Slag bij Grijpskerk genoemd) verdreven uit Visvliet. De Staten van Friesland benoemde voortaan de grietmannen aan van Visvliet. Dit leidde in 1602 tot een conflict met Groningen, toen het provinciebestuur van Friesland een nieuwe grietman aanstelde. De provincie Stad en Lande zag het gebied als haar territorium en wenste dus ook de grietmannen aan te stellen. 
In 1637 zat het Friese provinciebestuur krap bij kas en werd de heerlijkheid Visvliet verkocht aan private eigenaren. In 1643 kochten de Ommelanden (een van de twee onderdelen van de provincie) het gebied. De Ommelanden stelden voortaan de grietmannen aan. In 1659 zaten het Ommelander bestuur echter krap bij kas en verkochten men de grietenij in 24 aandelen, waarbij de 24 eigenaren beurtelings ieder voor een jaar de grietman mochten benoemen. De aandelen werden verkocht aan gefortuneerde jonkers, waarvan de heren van de Aykemaborg en Nienoord, die meerdere aandelen kochten. De jonkers bekleedden het ambt in de regel niet zelf, maar stelden 'geconstitueerde grietmannen' aan: juristen uit Groningen bij wisseling van de wacht gewoonlijk in functie bleven. De grietman zetelde in een grietmanshuis, dat tevens als dorpsherberg diende. Het laatste grietmanshuis dateerde uit 1766 en werd in 1934 afgebroken.
Bij de grondvergaderingen van 1795 bleef het kerspel/grieternij intact, maar bij de instelling van de plaatselijke besturen in 1798 werd Grijpskerk aangewezen als bestuursplaats voor de kerspelen Visvliet, Grijpskerk en Niezijl. In 1808 werd het kerspel ingedeeld bij de nieuwe gemeente Noordhorn, waarvan ook Grijpskerk, Niezijl en Zuidhorn deel uitmaakten. In 1811 werd het dorp ten slotte onderdeel van de nieuw geformeerde gemeente Grijpskerk, waar voortaan de burgemeester (eerst maire en later schout) zetelde. In 1990 ging Grijpskerk op in de gemeente Zuidhorn, die op zijn beurt opging in de gemeente Westerkwartier. 
Lange tijd was Visvliet een zeehaven en drukke handelsplaats. In de 16e eeuw behoorde het volgens Abel Eppens tot de volkrijke dorpen van de provincie. De Tegenwoordige Staat vermeldt het in 1794 als een zeer aanzienlijk dorp met een eigen jaarmarkt. Nadat door de stad Groningen met de Ommelanden het stapelrecht was overeengekomen, werd in 1559 een douanepost ingesteld, waar goederen voor Friesland werden gecontroleerd op de aanwezigheid van vergunningen en waar tol moest worden betaald. Deze bleef bestaan tot 1795. In de tweede helft van de 19e eeuw nam het aantal inwoners af en in de 20e eeuw ook de voorzieningen. Van de negen winkeltjes waren in de jaren 1950 nog 6 overgebleven en eind jaren 1970 resteerde nog slechts de winkel van kruidenier Lammert Halbe de Wind. Deze kruidenierszaak startte in 1887 en werd in 1959 overgenomen door Lammert Halbe, die de winkel samen met zijn vrouw gedurende 52 jaar runde tot hij in 2011 uiteindelijk zijn deuren sloot. Hierna is het pand gekocht door de stichting Visvliet Vitaal, die het deels gebruikt als huiskamerwinkel en deels verhuurt.er is een bed & breakfast in het gebouw gevestigd. Daarnaast is er een toeristische accommodatie In de voormalige herberg Het Koetshuis.
In 1842 kreeg de plaats een wegverbinding met Grijpskerk via de Friesestraatweg, die dwars door het dorp liep. In 1966 werd het tracé van deze N355 om het dorp heen geleid. Later werd de N355 ter plaatse uitgebreid tot een heuse tweebaansweg (2 x 2 rijstroken) met vluchtstroken in voorbereiding op een nooit aangelegde snelweg. Het was een favoriete plek voor snelheidscontroles, aangezien de maximumsnelheid 80 km/uur bleef. In 2006 werd de entree van het dorp aangepast en werd de tweebaansweg weer een enkelbaans weg.

## Bevolkingsontwikkeling
| 501¹                                                               | 295 | 383 | 425 | 445 | 492² | 451³ | 498² | 443² | 468² | 403 | 310 | 355 | 381 | 315 | 340 | 386 | 356 | 318 | 280 | 270 |
| ¹ inc. Pieterzijl, ² inc. schepen en buiten kom, ³ inc. buiten kom |     |     |     |     |      |      |      |      |      |     |     |     |     |     |     |     |     |     |     |     |

| Demografische ontwikkeling tussen 1812 en 2021                      |
| ------------------------------------------------------------------- |
|                                                                     |
| ■ Data afkomstig van volkstellingen.nl ■ Data afkomstig van het CBS |

## Gebouwen

### Kerken
De eerste kerk van Visvliet is de katholieke kerk gewijd aan Gangulfus, die in 1580 in hervormde handen overging en sinds 1973 eigendom vormt van de Stichting Oude Groninger Kerken. Na een teruglopend ledenaantal ging de hervormde kerkgemeente in 1955 samen met Grijpskerk. Het gebouw wordt soms nog gebruikt door haar opvolger, de protestantse PKN-gemeente 'Grijpskerk en omstreken'. Tussen 1643 en 1644 kwam een doopsgezinde huisgemeente samen in Visvliet, waarna het huis door toedoen van de hervormden op last van de staten van Groningen werd vernield. Nieuwe pogingen leidden in 1648 tot protest vanuit de hervormde classis Groningen en in 1661 tot een verbod op straffe van een boete. Drie jaar later verrees echter toch een vermaning, maar dan in Pieterzijl. Na de Afscheiding kwamen de Visvlieter gereformeerden vanaf 1835 samen in Burum, maar hun aantal werd in de loop der tijd zo groot dat men begon te denken aan het stichten van een eigen kerk. In 1932 werd de openbare school van Visvliet opgeheven (zie hieronder) en het jaar erop betrokken de gereformeerden van Visvliet dit voormalige schoolgebouw. In 1936 werd het verbouwd en kreeg het haar huidige aanzien. In 1960 werd het gebouw opnieuw aangepast voor de plaatsing van een orgel uit de voormalige hervormde evangelisatie van Buitenpost. Toen werd ook een consistorie aangebouwd. De gereformeerde kerk is wel aangesloten bij de PKN, maar niet bij de PKN-gemeente Grijpskerk en omstreken.
De hervormden hadden een grote pastorie aan de Stationsweg naast de kerk. Dit pand was begin 20e eeuw zo bouwvallig geworden dat het later afgebrande herenhuis tegenover de pastorie werd gebruikt. In 1911 werd op de plek van de oude pastorie een nieuwe gebouwd, die tot de opheffing van de kerkgemeente in 1955 in gebruik was. De gereformeerden hebben ook een eigen pastorie, die eveneens niet meer in gebruik is.

### Scholen
Het begin van de scholing in het dorp ligt waarschijnlijk in het besluit van de Synode van Dordrecht (1618), waarin werd opgeroepen tot scholing van de kinderen (met name catechese). De eerste vermelding over het schoolleven dateert uit 1620 toen de zichzelf meester noemende Johannes Ludgerus (zonder vakdiploma) zich, na verjaagd te zijn uit Niezijl en Obergum, vestigde in Visvliet en de lokale schoolmeester Nicolaes van Delen daartegen bezwaar maakte. Lange tijd vond het onderwijs plaats in de kerk van Visvliet onder de toren (de schoolbanken werden pas in 1900 verwijderd). In 1857 werd de school verplaatst naar een nieuw gebouw aan de Heirweg 36. Na de schoolstrijd werd echter in 1906 een gereformeerde School met de Bijbel gebouwd aan de Heirweg 37 (daarvoor gingen de gereformeerde kinderen naar Burum), waardoor de openbare school wegens gebrek aan kinderen in 1932 op de fles ging. De gereformeerde school kreeg de 8 resterende leerlingen. In 1956 verhuisde de school naar de Bartolesstraat. Naar deze christelijke basisschool gaan sinds 1983 ook de kinderen van Pieterzijl. Het oude christelijke schoolgebouw werd later omgebouwd tot dorpshuis 'Ons Centrum', maar deze verhuisde later ook naar het nieuwe christelijke schoolgebouw en heet nu 'Bartoleshûs'. Ook was er een tijdlang een postkantoor gevestigd, voordat dit werd opgeheven in het dorp. De christelijke basisschool wordt anno 2012 met opheffen bedreigd doordat de overkoepelende scholenstichting Penta Primair heeft besloten om een minimum van 80 leerlingen te hanteren en het leerlingenaantal de laatste jaren is teruggelopen tot ruim 30. Omdat dit aantal boven de landelijke sluitingsnorm van 23 leerlingen ligt werd de school in juni 2012 uit protest bezet door een aantal ouders van kinderen.
Uiteindelijk zou de school zou in juli 2013 fuseren met de Christelijke Basisschool De Borgstee in Grijpskerk.

### Molens

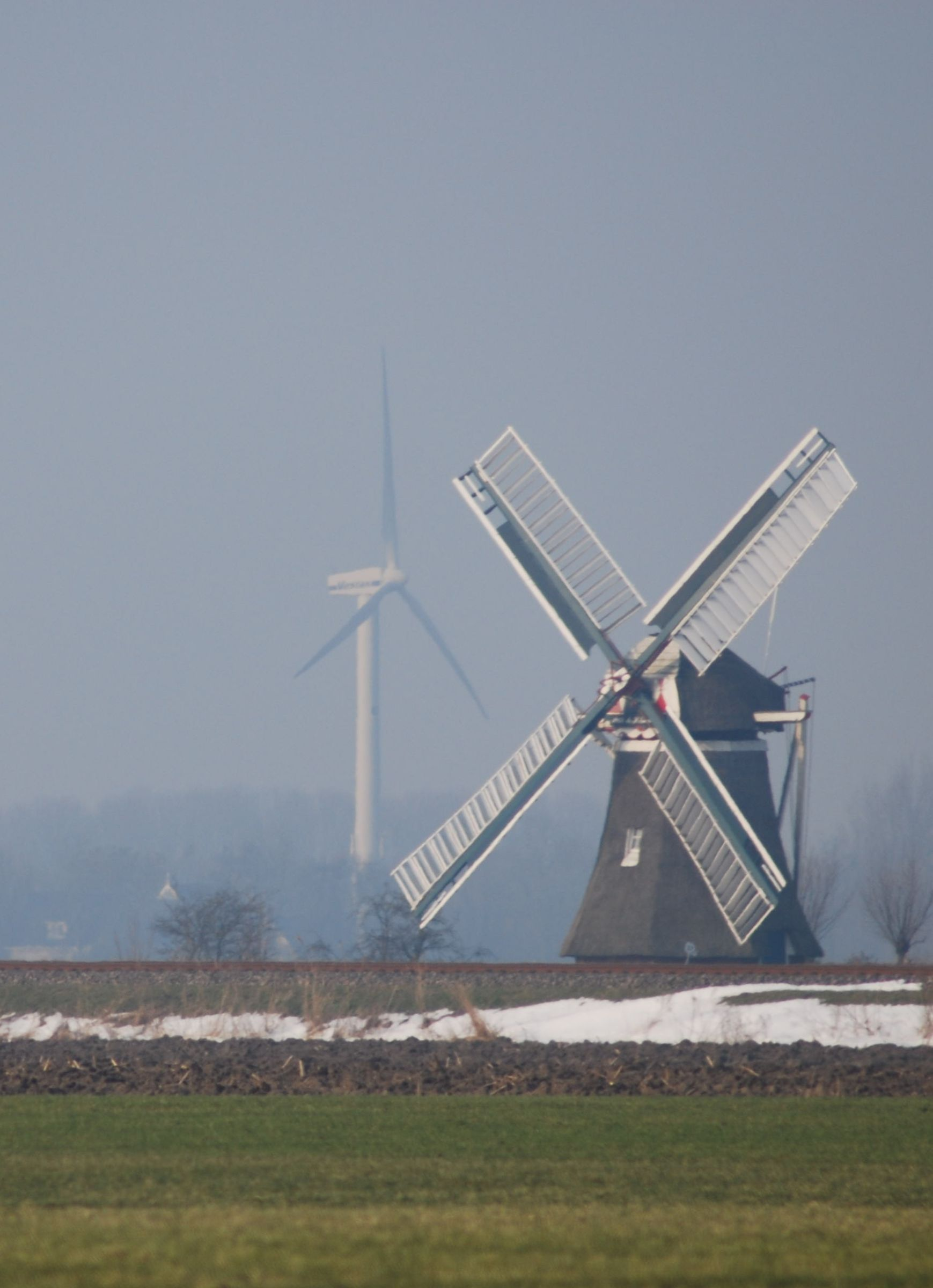
Hilmahuistermolen

Visvliet heeft in de loop der tijd verschillende molens gehad. De eerste vermelding van een molen is het bekende jaartal 1628, toen de staten van Stad en Lande een lijst met molens opstelden, waarvoor een chercher werd aangesteld en een sarrieshut werd gebouwd. Bij de met het besluit ingestelde sanering van het molenbestand werd ook de bestaande roggemolen van Visvliet aangemerkt voor sloop, maar onder druk werd Visvliet later uitgesloten van dit besluit. Deze molen en latere opvolgers stonden ongetwijfeld allemaal op hetzelfde perceel aan de Molenlaan in het oosten van Visvliet. In 1778 brandde de molen af en werd na verkoop van het perceel in 1781 herbouwd en uitgebreid met een bakkerij. In 1805 werd besloten tot herbouw van de sarrieshut. Na 1810 verviel de functie van woning voor de chercher en werd het pand verkocht. Het huidige pand heeft muurankers met het jaartal 1874, het is dan ook ingrijpend verbouwd. Het huis bestaat nog steeds, al is er van de oude sarrieshut alleen nog de gevelsteen met het wapen van de provincie Groningen aanwezig. De bijbehorende tekst Sauveguarde ontbreekt echter. In 1854 werd de molen herbouwd. Later die eeuw is deze in gebruik als koren- en pelmolen. In 1901 brandde de molen af en werd het jaar erop herbouwd met gebruik making van materiaal van de vroegere molen De Windhond. Deze oliemolen stond daarvoor van 1836 tot 1901 aan het Kieldiep bij Hoogezand. Reeds rond 1915 werd deze laatste Visvlieter korenmolen afgebroken.
Rondom Visvliet stonden verschillende poldermolens (watermolens). De oudst bekende werd in 1847 gebouwd als houten spinnenkop aan het Visvlieterdiep ten zuiden van het dorp ter bemaling van de kleine Polder van K.H. Meyer (ca. 3 hectare), vernoemd naar molenaar Meyer. Deze polder werd in 1871 samengevoegd met andere poldertjes tot de polder de Oude Leij (193 hecater), vernoemd naar het stroompje de Oude Leij, die ten zuiden van Visvliet in het Visvlieterdiep stroomt. Een andere houten spinnenkop stond in de Ellersvelder Molenpolder (ca. 35 hectare) en verdween eveneens door opname in de Polder de Oude Leij. Een derde watermolen was de bovenkruier die stond ten westen van het Visvlieterdiep in de Visvlieterpolder, (300 of 1000 meter, volgens verschillende bronnen) ten zuiden van het dorp. Van deze molen is niet veel meer bekend dan dat deze vermoedelijk in 1862 werd afgebroken. Na de totstandkoming van de Polder de Oude Leij werd in 1872 een poldermolen gebouwd aan noordzijde van de instroom van De Oude Leij in het Visvlieterdiep. Deze houten molen met rieten bovenwerk brandde in 1924 af en werd toen vervangen door een gemaal. Ver ten zuiden van Visvliet, ten noorden van de spoorlijn, werd in 1868 de nog bestaande Hilmahuistermolen gebouwd ter bemaling van de dat jaar opgerichte Hilmahuistermolenpolder. Deze werd in 1950 hersteld en kreeg in 1958 een dieselmotor voor bemaling bij windstilte. Na aanhoudende problemen en een storm werd in 1972 besloten tot restauratie, waarna de molen in 1978 weer werd geopend. In 2004 werd de dieselmotor verwijderd en in 2005 en 2010 werd de molen opgeknapt.

### Kalkbranderij, steenfabriek en andere gebouwen
In de 19e eeuw (genoemd voor 1809) is er een kalkbranderij geweest in Visvliet met twee kalkovens. Ergens in de 19e eeuw werd ook de steenfabriek 'De Hoop' gebouwd bij Visvliet. Deze komt voor vanaf 1862 en stond bij de Balkstreek. Naast stenen werden er ook dakpannen (o.a. de dikke 'Visvlaaiters') en buizen gemaakt. De fabriek betrok haar klei van de overzijde van de Lauwers en vervoerde deze eerst per hondenkar en later met een speciaal daarvoor aangelegd spoorlijntje naar de oever, waarna het per praam naar de overzijde werd gebracht. In 1919 werd de fabriek op afbraak verkocht en de 20 werknemers ontslagen. Waarschijnlijk ergens in de jaren 1960 werd Camping Lauwersland geopend op de plek van de oude steenfabriek.
Aan de Eise Eisingastraat staat op nummer 21-23 een waarschijnlijk voormalige boerderij uit 1806. Net buiten het dorp staan aan de Heirweg op de nummers 5 en 12 twee in eclectische stijl opgetrokken 19e-eeuwse rentenierswoningen.
In het dorp werd voor de Tweede Wereldoorlog een klein bibliotheekje gesticht in het schoolgebouw van de School met den Bijbel. In 1982 werd deze wisselbibliotheek verplaatst naar het consistoriekamertje van de oude hervormde kerk. Het vormde lange tijd het kleinste bibliotheekje van de provincie Groningen en met die van Kolham de laatste overgebleven wisselbibliotheken van de provincie. In 2017 werd de bibliotheek echter toch gesloten.

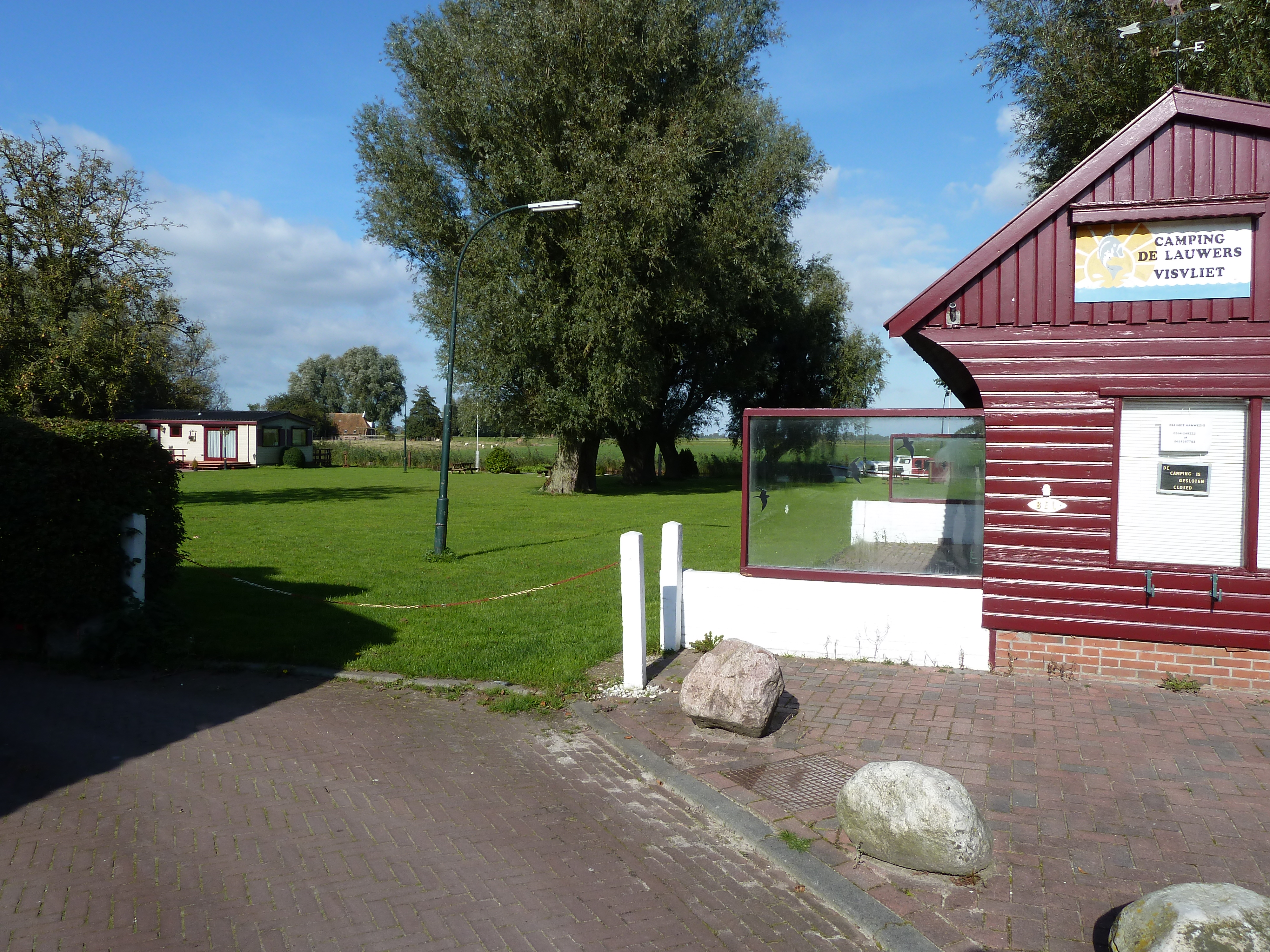
Camping De Lauwers op de locatie van de oude steenfabriek
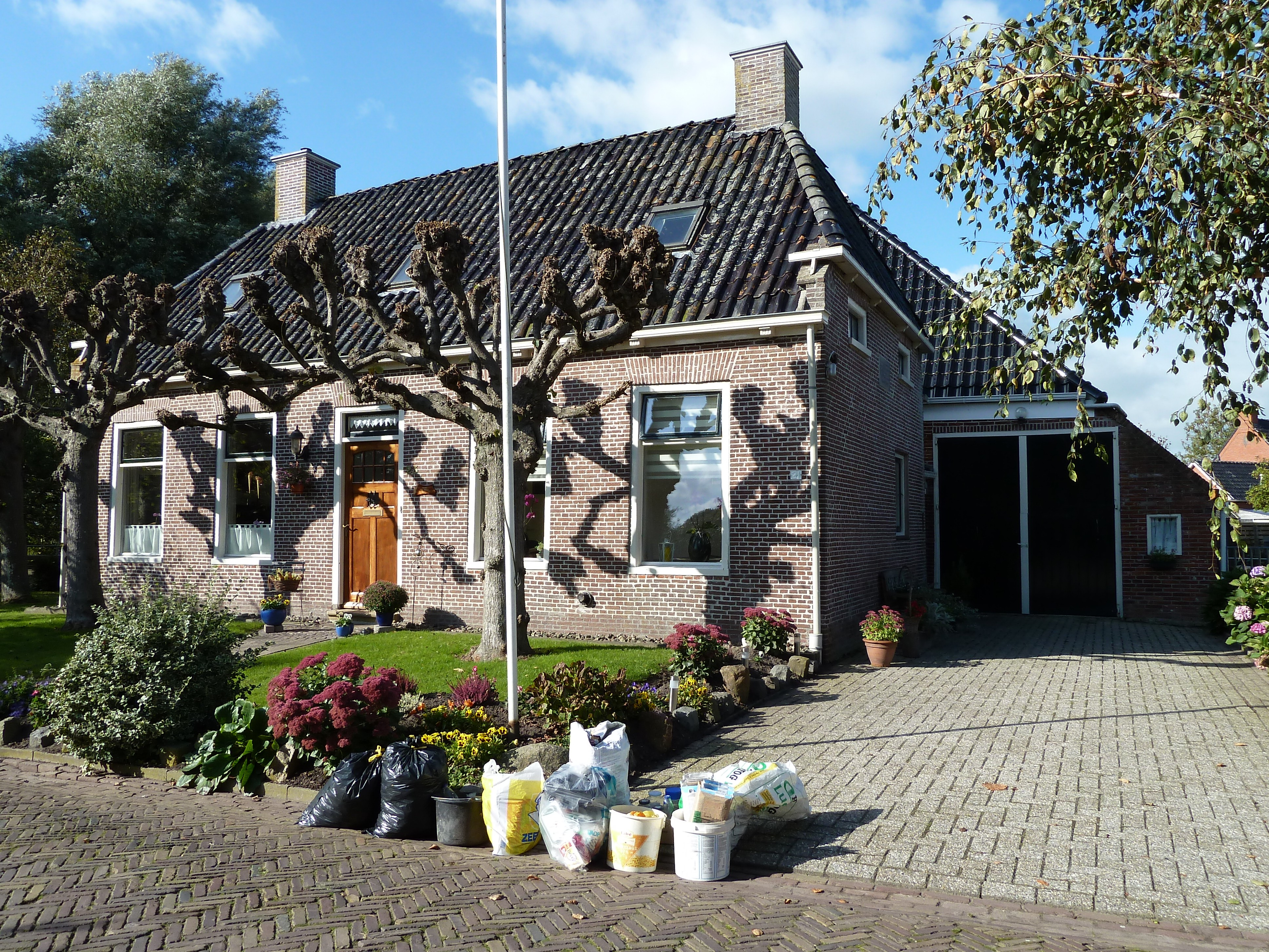
Boerderij met dwarshuis aan de Eise Eisingastraat 21-23

## Trivia

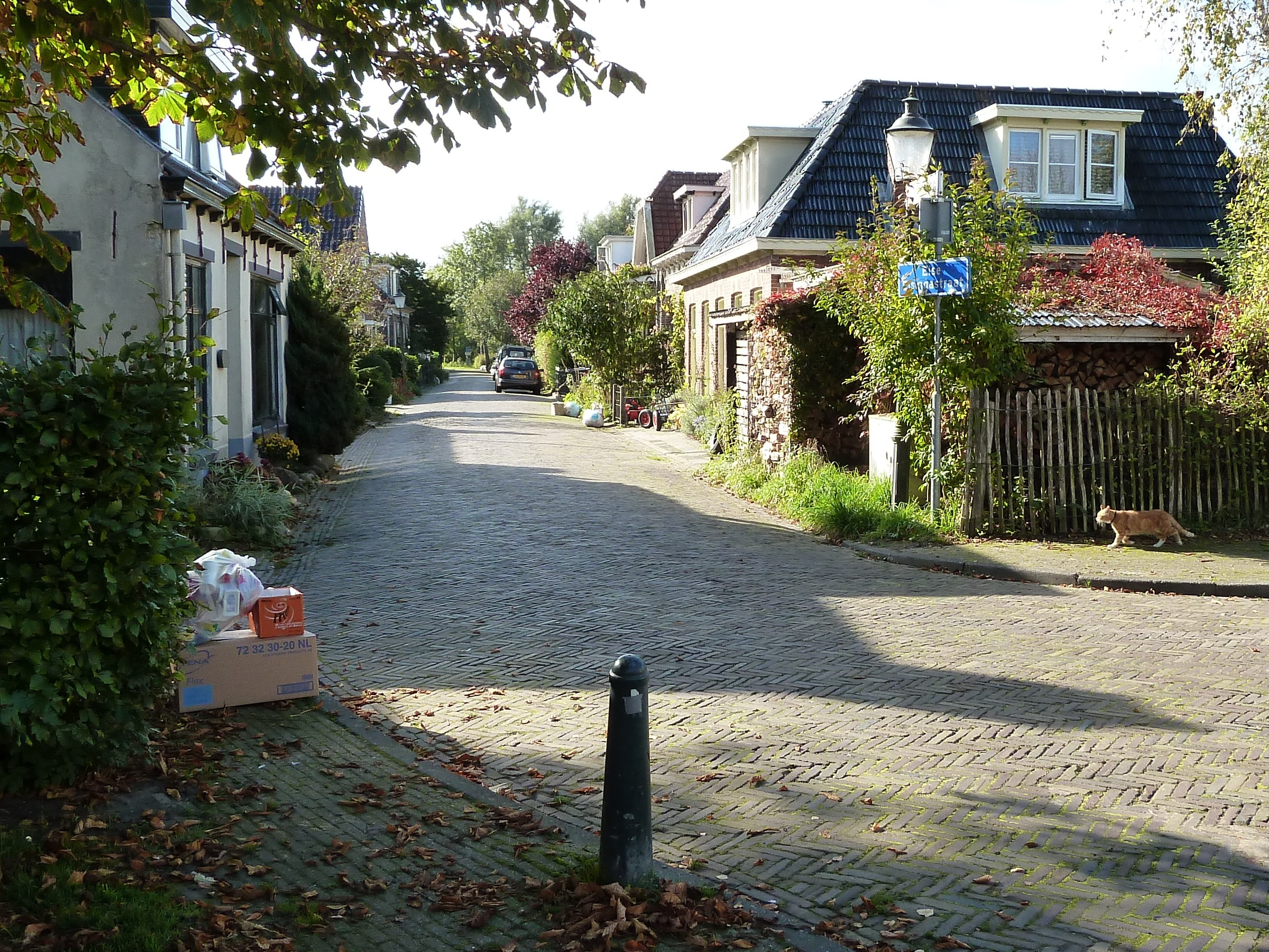
Eise Eisingastraat gezien vanaf de Heirweg

- Een bekende inwoner van Visvliet was Eise Eisinga, die vluchtte uit Friesland na een oproer in Franeker, waarbij hij betrokken was. Na een jaar werd hij echter uitgeleverd en veroordeeld tot verbanning uit Friesland, waarop hij terugkeerde naar Visvliet. Hier ontmoette hij zijn tweede vrouw, alvorens hij in 1795 terugkeerde naar Franeker. Later werd de Eise Eisingastraat in het dorp naar hem vernoemd.
- Tijdens de Kollumer Oproer van 1797 kwamen ook Friese opstandelingen naar Visvliet om de bevolking op te zetten mee te doen. Het lokale exercitiegenootschap meldde dit aan de commandant van het bataljon Westerkwartier, die meteen 53 man troepen stuurde naar Grijpskerk en verkenners uitzond. In Visvliet was men echter niet warm gelopen voor de opstand en er werden uiteindelijk slechts 3 oproerkraaiers gearresteerd.